# أوبرا إيطالية
الأوبرا الإيطالية هي كلا من أعمال الأوبرا في إيطاليا والأوبرا باللغة الإيطالية. ولدت الأوبرا في إيطاليا قرب عام 1600م واستمرت الأوبرا الإيطالية تلعب دوراً هاماً في تاريخ ذلك الفن حتى اليوم.
العديد من الأوبرات بالإيطالية كتبها مؤلفون أجانب، بما فيهم هاندل، جلاك، وموزارت. وتعد الأعمال التي قام بها مؤلفون إيطاليون أصليون في القرن التاسع عشر وبدايات القرن العشرين، مثل روسيني وبليني ودونيزيتي وفيردي وبوشيني من أشهر الأوبرات التي كتبت ويتم تأديتها في العديد من دور الأوبرا حول العالم.
الأوبرا

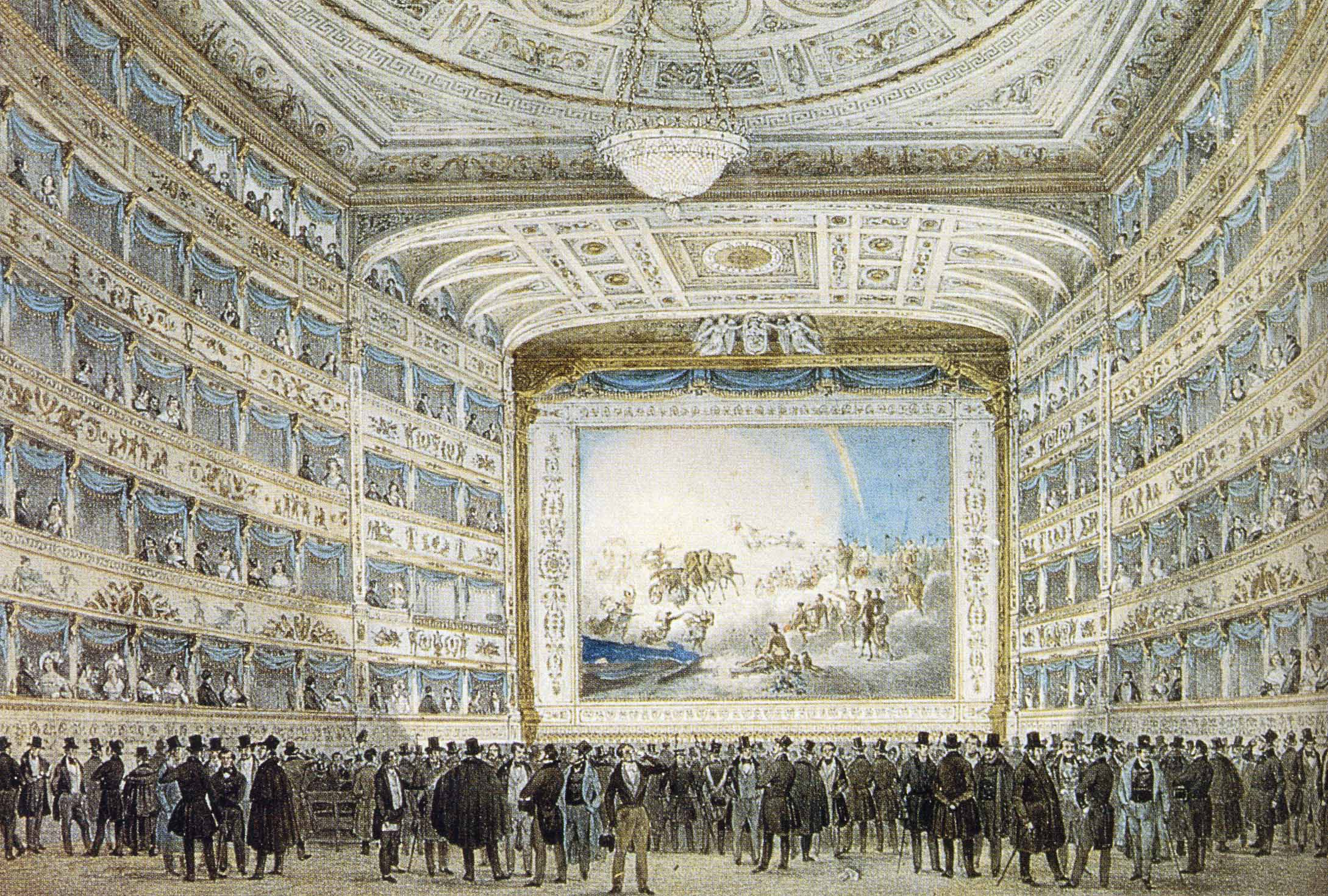
الداخلية لا فينيس دار الأوبرا في البندقية في البندقية 1837. كان, جنبا إلى جنب مع فلورنسا وروما, واحدة من مهد الأوبرا الإيطالية.

هي مسرحية درامية موسيقية غنائية موضوعها في الغالب غرامي وتكون ملحنة ويراعى في وضع موسيقاها وتلحينها ذوق وعادات العصر الذي وضعت فيه القصة وليس العصر الذي تمثل فيه.
وتشمل الأوبرا في ألحانها على غنائيات فردية وثنائية وجماعية وذلك بمصاحبة فرقة موسيقية كاملة.
وهي تختلف عن التمثيليات القديمة في أن العنصر التمثيلي في الأوبرا يعد أكثر عمقا وتأثيرا في المشاهدين، خاصة وأن الأوبرا تعتمد على الانفعالات الأساسية كالغضب والحزن والحب والانتقام والقسوة والغيرة ونشوة الانتصار.
يستفيد المؤلف الأوبرالي إلى درجة كبيرة من إمكانات الموسيقى المصاحبة التي تعمق الإحساس لدى الممثل والمشاهد كليهما، وتتميز الأوبرا عن التمثيلية التقليدية في أنها تجمع بين أكثر من لون من ألوان فنون الأداء مثل التمثيل والغناء وموسيقى الـ أوركسترا والأزياء وفي أحيان كثيرة الرقص و الباليه.
عنصرا الأوبرا
وتتكون الأوبرا من عنصرين أساسيين هما الكلمات أو النص المكتوب والموسيقى أو النوتة أي الغناء والموسيقى. والنص المكتوب للحوار في الأوبرا أقل طولا من النص التمثيلي التقليدي لأن غناء الكلمات يستغرق وقتا أطول من مجرد أدائها تمثيلا ومن ناحية أخرى فإن الموسيقى ذاتها تقوم أحياينا بتجسيد العواطف والانفعالات التمثيلية بصورة أكثر عمقا من الكلمات.
أما الموسيقى فإن كل دور في الأوبرا يتطلب مغنيا يتمتع بمدى أو درجة من الصوت معينة ومن ثم يتم تقسيم المغنين في الأوبرا حسب درجات الصوت ويستخدم الغناء الجماعي في معظم عروض الأوبرا إلى جانب الغناء المنفرد والثنائي والأداء الموحد.
رغم أن طبيعة الأوبرا تفرض قيودا على حركة المغني إلا أن الحركة السريعة والمفاجئة والجسم الملتوي قد تؤثر على صوت المغني، كما أن الأداء في الأوبرا يتطلب درجة معينة من إجادة التمثيل.
ويختلف عدد الآلات الموسيقية المستخدمة في الأوركسترا ونوعها من أوبرا إلى أخرى فالآلات التي يحتاجها عرض إيطالي في أواخر القرن الثامن عشر الميلادي تختلف عن الآلات التي يتطلبها عرض كتبه ريتشارد فاغنر في أواخر القرن التاسع عشر الميلادي.
وتحدد طبيعة العرض كذلك دور الأوركسترا، فقد توفر موسيقى مصاحبة للأداء وقد تؤدي دورا مهما في العرض، وقد تبرز مشهدا أو حدثا معينا تؤكده، وقد تقوم بتقديم فواصل تمهد أو تعد المشاهد وهكذا.
مصطلحات في الأوبرا
- الآريا: وهي مقطوعة غنائية مطولة يقوم بها المغني بمفرده ويعبر فيها عن مشاعره الشخصية.
- الإلقاء المنغم: وهو جزء من النص الأوبرالي يقدم معلومات عن الحديث ويطور الحبكة الدرامية في شكل غنائي بسيط فيما يشتبه الحديث العادي وأحيانا يكون مصاحبا بأوركسترا.
الأوبرا الجادة: وهي لون من الأوبرا ساد في القرنين السابع عشر والثامن عشر الميلاديين وكانت تتناول موضوعات أسطورية وتاريخية في المقام الأول وتركز على المؤثرات المسرحية الخاصة والغناء المتميز.
الأوبرا الكبرى: وهي أوبرا السنوات المبكرة من القرن التاسع عشر الميلادي وفيها يتم التركيز على المؤثرات المسرحية ومشاهد المجموعات الكبيرة والموسيقى المركبة المتداخلة والحوار.
الأوبرا الهزلية: وهي أوبرا إيطالية هزلية تعالج مواقف إنسانية مأخوذة من الحياة اليومية.
طاقم المغنين «إنسيمبل»: مجموعة صغيرة من المغنين تتكون عادة من شخصين إلى خمسة أشخاص، تسمى المقطوعة التي تؤديها المجموعة بنفس الاسم.
بل كانتو: أسلوب في الغناء يركز على جمال النغمة والمهارة الفنية.
كولوراتورا: أسلوب أداء في الغناء يميل إلى التلوين وتقوم به عادة أصوات سوبرانو قوية.
سنجسبايل: لون من الأوبرا ألألمانية يستخدم الحوار المؤدى بدلا من الأغنية المنفردة.
ليتموتيف: وهي مقطوعة موسيقية قصيرة تقدم بعض الأفكار والأماكن والشخصيات كلما ظهرت في العرض.
المدونة الموسيقية: وهي النوتة الموسيقية المكتوبة التي يستخدمها قائد الأوركسترا.
النص الشعري: وهو النص المكتوب للأوبرا.
الواقعية: وهو أسلوب في الأوبرا الإيطالية يكون فيه التركيز على الحدث والانفعالات.